# 迪伯尔桥
迪伯尔桥（丹麦语：Dybbølsbro）是一座铁路跨线桥，位于丹麦首都大区哥本哈根自治市韋斯特布羅，大致呈西北—东南走向。西北起伊尔萨广场，东南至 Kalvebod Brygge。长240米。丹麦国家铁路下属的哥本哈根市郊铁路在附近设有“迪伯尔桥站”。乘客可经迪伯尔桥进出迪伯尔桥站。

## 图片集

迪伯尔桥和旁边的迪伯尔桥站
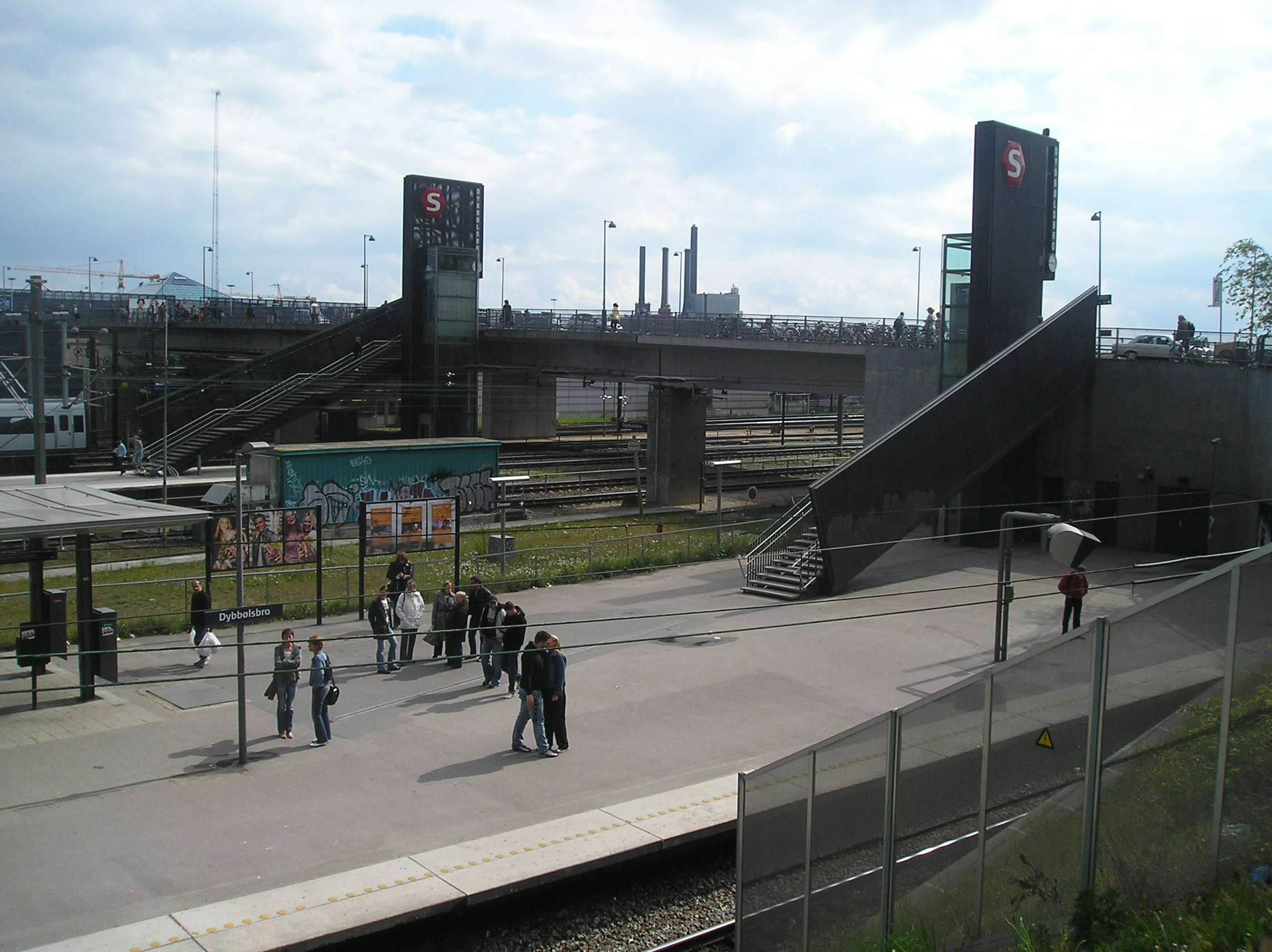
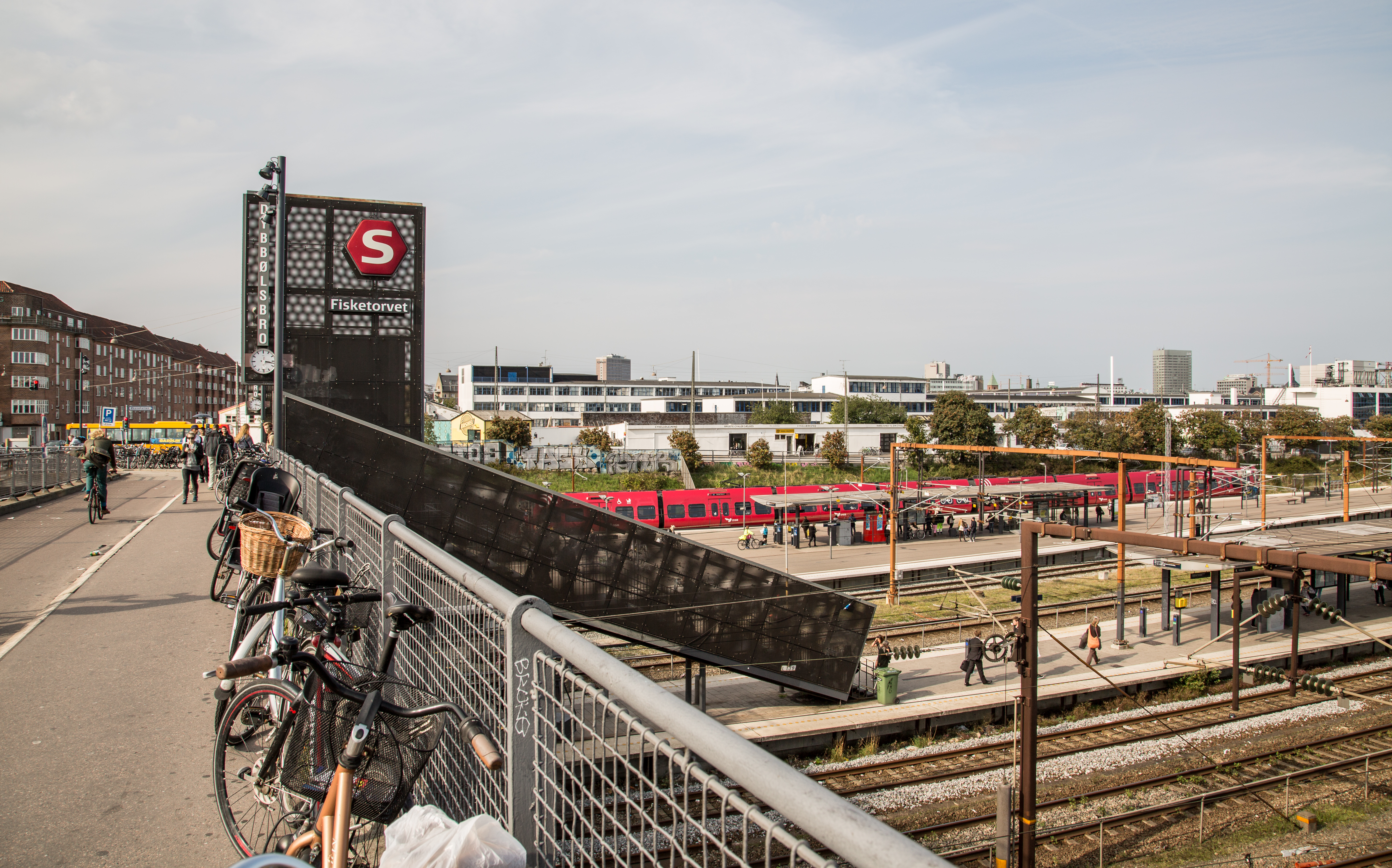